# 에치고유자와역
에치고유자와역(일본어: 越後湯沢駅)은 일본 니가타현 미나미우오누마군 유자와정에 있는 동일본여객철도의 철도역이다.

## 이용 가능한 노선
조에쓰 신칸센과 재래선인 조에쓰선을 이용할 수 있다.
조에쓰 신칸센의 경우, 당역에서 갈라유자와역까지 운행하는 지선이 분기되어 있다. 이것은 본래 보선(선로 보수) 기지까의 선로였던 것을 갈라유자와 스키장으로의 접근 노선으로 여객화한 것이며, 스키장 영업 시즌에만 운영된다. 이 지선에는 조에쓰 신칸센 열차가 투입되지만, 법률 상으로는 조에쓰선의 지선, 즉 재래선으로 취급된다. 즉, 이 지선은 전 구간 보통열차가 운행하지 않는 구간이다. 그럼에도 "특급 요금 불필요 특례"는 적용되지 않는다.
또한 조에쓰선 무이카마치역을 기점으로 하는 호쿠에쓰 급행 호쿠호쿠 선의 쾌속, 보통 열차의 대부분과 초쾌속 열차 '스노우 래빗'이 조에쓰선의 선로를 통해 당역까지 직결운행하고 있다. 2015년 3월 13일까지는 호쿠호쿠 선 경유로 호쿠리쿠 방면의 특급열차 '하쿠타카'(はくたか)가 운행되었다.
사무관 코드는 ▲301209이다.

## 역사
- 1925년 11월 1일 - 조에쓰호쿠 선(현 조에쓰선)의 시오자와 ~ 에치고유자와 간의 개통과 동시에 일반역으로 개업함.
- 1931년 9월 1일 - 조에쓰선이 미나카미역까지 연장됨.
- 1978년 6월 15일 - 차급(짐차를 단위로 하여 짐을 운송하는 것) 화물 취급 중단.
- 1982년 11월 15일 - 조에쓰 신칸센이 개통함.
- 1983년 3월 - 에키렌터카 영업 개시.[2]
- 1985년 3월 14일 - 화물 취급 중단.
- 1987년 4월 1일 - 국철분할민영화에 따라 동일본여객철도 소속 역이 됨.
- 1990년 12월 20일 - 조에쓰선 지선 개통(당역 ~ 갈라유자와역까지).
- 1997년 3월 22일 - 호쿠에쓰 급행 호쿠호쿠 선의 개통으로, 조에쓰 신칸센에 접속하는 특급열차로써, 당역 ~ 후쿠이 역 • 가나자와 역 • 와쿠라온센 역 구간에 '하쿠타카' 운행 개시.
- 2004년 10월 1일 - JR 동일본 니가타 지사 관내의 역 건물을 운영하는 돗키와 에치고 스테이션 개발의 합병에 따라 역 건물의 애칭을 "푸라토 유자와"(プラトーゆざわ)에서 "CoCoLo 유자와"(CoCoLo湯沢)로 개칭.
- 2009년
  - 7월 17일 - 1층 콩코스를 개조하여, CoCoLo 유자와 간기도오리(CoCoLo湯沢がんぎどおり) 오픈.
  - 12월 19일 - CoCoLo 유자와 간기도오리를 확장하여 오픈.
- 2012년 7월 14일 - CoCoLo 유자와 리뉴얼 오픈.
- 2015년
  - 3월 13일 - 다음 날인 14일의 호쿠리쿠 신칸센의 나가노 ~ 가나자와 연장 개통에 따라, 호쿠호쿠 선을 경유하는 특급 '하쿠타카' 운행 종료. 이것으로 당역에 정차하는 정기 특급 열차는 전부 없어졌다.
  - 3월 27일 - 이 날을 마지막으로 뷰플라자 영업 종료.

## 역명 유래
이 역이 니가타현 유자와정에 있으니 '유자와 역'이 되어야 하나, 이미 아키타현 유자와시에 유자와역이 있기 때문에 옛날에 니가타 현 지방을 다스리던 율령국인 에치고국의 '에치고'를 앞에 붙여 '에치고유자와'라고 역명이 제정되었다.

## 역 구조
신칸센은 고가(역사 3층) 중앙에 통과선 2개를 포함한 2면 4선, 재래선은 지상에 섬식 승강장 2면 4선 및 단식 승강장 1면 1선을 가진다. 지붕으로 둘러싸여 있는 신칸센 승강장은 16량 편성에도 대응한다. 이전에는 13,14번선 승강장에 16량 편성의 차량이 들어갈 운용이 없어서 양방향 2대분이 출입 금지되어 있었으나, 2012년 3월 17일에 실시된 다이어그램 개정으로 당역 이북에서 16량 편성을 사용하는 열차가 증가했기 때문에 출입금지 조치는 해제되었다. 또한 도쿄 방면 승강장에는 성수기에 사용되는 계단이 있으며, 비수기에는 관계자외 출입금지 조치가 내려진다.
구릉지의 동쪽 경사면에 역사가 위치해 있어서, 동쪽 출구 일대는 교상 역사, 신칸센 승강장 아래에 있는 서쪽 출구는 2층 규모의 고가역이다. 역 건물인 CoCoLo 유자와의 플로어 구성은 서쪽 출구 역사 2층의 1개 플로어만, 개찰구 밖의 콩코스인 간기도오리에는 기념품 가게, 반찬 가게, 레스토랑, 관광 안내소 등이 있다. 콩코스 북쪽에 있는 본관 플로어는 사케를 메인 테마로 한 상업시설인 폰슈관(ぽんしゅ館)에는 니가타현의 양조장에서 들여온 각종 술과 미나미우오누 지역을 중심으로 한 니가타현 각지의 기념품들이 진열되어 있다. 또한 음식 코너나 사케 시음 코너 외에도 입욕 시설인 "사케후로 유노사와"(酒風呂湯の沢)가 있다. 사케후로(酒風呂)는 한국어로 벙역하면 '술 목욕'인데 실제로 물이 유자와 온천의 온천수에 사케를 첨가한 것이다(입욕료 - 중학생 이상 800엔, 수건 대여료 포함).
직영역(역장 배치)이며, 지구관리역으로 조에쓰선의 쓰치타루역 ~ 기타호리노우치역 간의 우라사역을 제외한 모든 역들 및 다다미선의 오시라카와역 ~ 야부카미역 간의 모든 역들을 관리하고 있다. 역 구내에는 미도리노마도구치(영업시간 - 5:45 ~ 22:30), 지정석 발매기(2대, 영업시간 - 5:45 ~ 23:10, 23시 이후에는 인터넷 예약 표의 수령 불가능), 자동 발매기(3대, IC 카드 비대응), 대합실, 키오스크(1번선 및 13,14번선에 위치), NewDays(신칸센 개찰구 앞, 신칸센 콩코스에 위치), 에키벤 가게들, 서서 먹는 형태의 소바 식당들(전부 재래선 콩코스에 위치, 개찰구 밖에서의 이용도 가능) 등이 있다. 재래선 개찰구는 유인 개찰구이다.
또, 이 역은 JR 동일본의 IC 카드인 "Suica" 서비스 지역이 아니며, 조에쓰선 자체가 Suica 및 상호 이용 서비스 대상의 IC 카드로 이용할 수 없다. 또한 조에쓰 신칸센은 전 구간에서 모바일 Suica 특급권 서비스를 이용할 수 있지만, Suica 정기권은 조모코겐역 ~ 나가오카역 구간은 서비스 지역이 아니며, 당역 출발의 FREX 정기권은 마그네틱 티켓으로 발행된다.
개찰구 등 역 구내 수 개소에 심장충격기(자동제세동기, AED)가 설치되어 있다.
또한 2007년에는 가수 고우다 신이 ＜에치고유자와 역＞(越後湯沢駅)이라는 제목의 노래를 발표하였으며, 이어 에키벤인 '린도카마메시'(林道かまめし) 제작을 맡았다.

### 타는 곳
| 번선                                                                       | 노선          | 방향          | 행선지                         | 비고                                     |
| -------------------------------------------------------------------------- | ------------- | ------------- | ------------------------------ | ---------------------------------------- |
| 재래선                                                                     |               |               |                                |                                          |
| 0                                                                          | ■호쿠호쿠 선  | -             | 도카마치 • 나오에쓰 방면       | 일부 열차는 2번선 발착                   |
| 1                                                                          | ■조에쓰선     | 하행          | 무이카마치 • 나가오카 방면     | 일부 열차는 2,3번선 발착                 |
| 2 • 3                                                                      | ■조에쓰선     | 상행          | 에치고나카자토 • 기타카미 방면 |                                          |
| 4                                                                          | (예비 승강장) | (예비 승강장) | (예비 승강장)                  | (예비 승강장)                            |
| 신칸센 (단, 에치고유자와 ~ 갈라유자와 구간은 정식적으로는 조에쓰선의 지선) |               |               |                                |                                          |
| 11 • 12                                                                    | 조에쓰 신칸센 | 하행          | 니가타 • 갈라유자와 방면       | 당역 시발 열차는 14번선에서 발차         |
| 13 • 14                                                                    | 조에쓰 신칸센 | 상행          | 도쿄 방면                      | 일부 당역 시발 열차는 11,12번선에서 발차 |

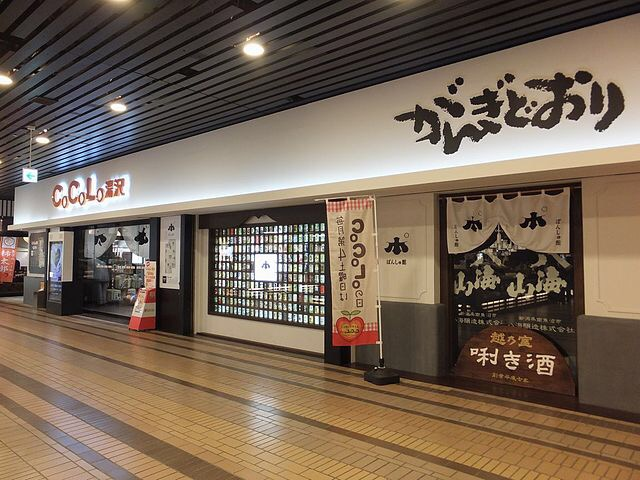
토산품 가게, 식당, 온천 시설 등이 있는 역 건물 'CoCoLo 유자와'
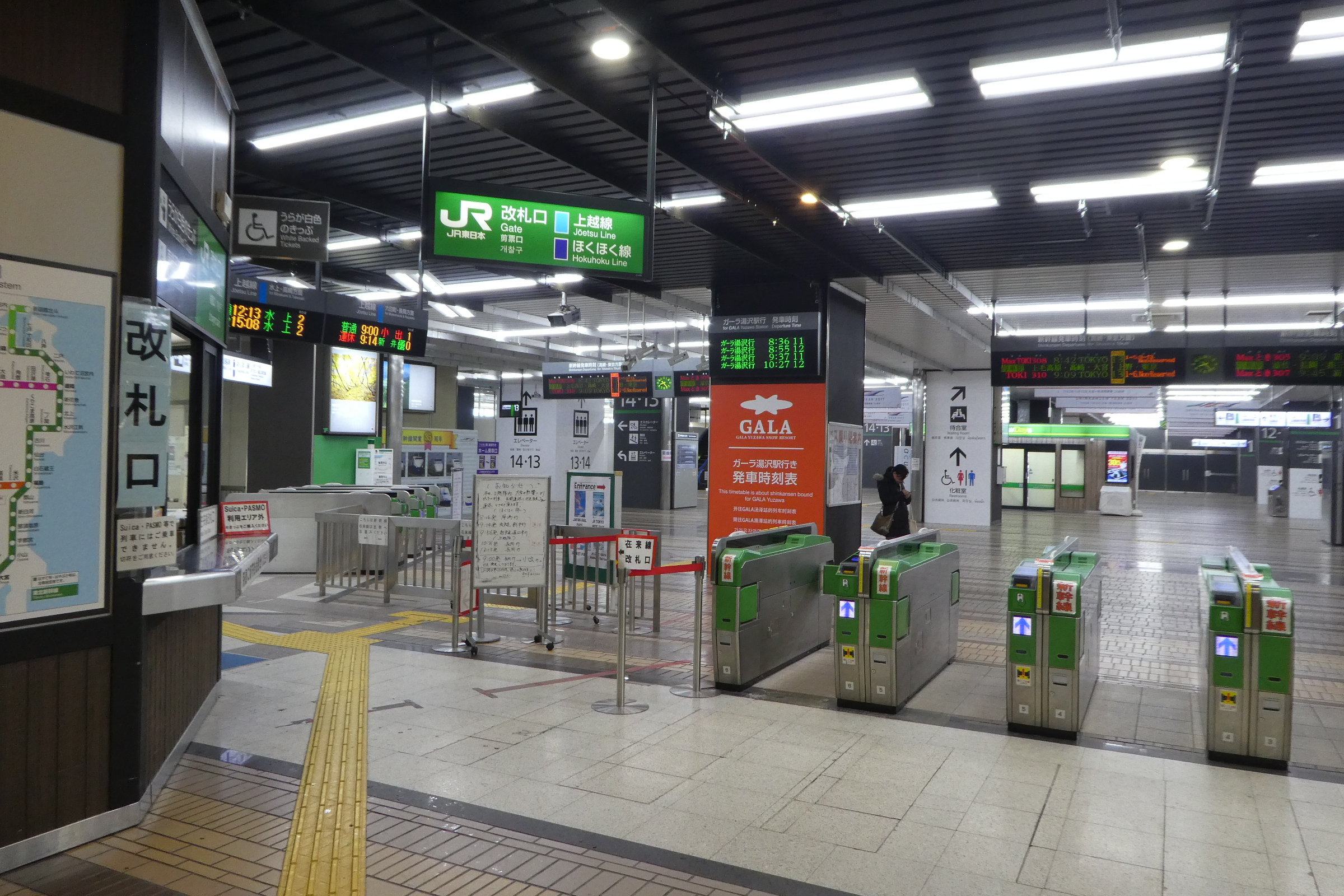
오른쪽의 자동 개찰기가 신칸센 개찰구, 왼쪽의 유인 창구는 재래선 개찰구이다.

## 에키벤
예전에는 이시우치역에서 팔았던 센가쿠켄(재래선 콩코스 매점)의 에키벤을 구입할 수 있다. 역에서 파는 주요 에키벤 가게들은 아래와 같다.
- 호두 산채 즈시(くるみ山菜ずし 쿠루미산사이즈시[*])
- 설국 도시락(雪国弁当 유키구니벤토[*])
- 호쿠호쿠 도시락(ほくほく弁当 호쿠호쿠벤토[*])
- 게 즈시(かにずし 카니즈시[*])
- 고마코 도시락(駒子弁当 코마코벤토[*])
- 이쿠라타라코메시(いくらたらこめし)
- 에치고린도카마메시(越後林道釜めし / 상자의 글은 고다 신의 자필)
- 에치고 떡 돼지 좋아좋아 도시락(越後もち豚すきすき弁当 에치고모치부타스키스키벤토[*])
- 우시~ㅅ토코시히카리(牛~っとこしひかり)

## 이용 현황
2000년 이후부터는 약 3,000명 전후로 추이되며, 2016년의 재래선 1일 평균 승차 인원은 2,996명이었다.
이 승차 인원에는 조에쓰 신칸센에서 재래선으로, 또는 그 반대로 환승하는 사람의 수의 대부분이 포함되어 있지 않다(이 역은 신칸센과 재래선의 승강장이 한 곳에서 다 연결되도록 되어 있어, 티켓만 있으면 두 승강장을 오갈 때 개찰구를 나갔다가 다시 들어올 필요가 없다). 또한 신칸센 이용객이 재래선 이용객보다 압도적으로 많은 상황이며, 실제 당역의 철도 이용객 수보다 적게 집계된 해도 있었다. 또한 전술한대로 2015년 3월 14일, 호쿠리쿠 신칸센의 나가노 ~ 가나자와 구간이 연장 개통하였기 때문에, 그 전날인 13일에 특급 '하쿠타카'의 운행이 종료되었다. 이것으로 호쿠리쿠 지방과 간토 지방을 잇던 "지방 간의 연락역"이라는 역할은 사실상 없어졌고, 그에 따라 2015년의 신칸센 승차 인원은 전년도에 비해 50% 이상 감소하였다.
2000년부터의 1일 평균 승차 인원은 아래와 같다.
| 1일 평균 승차 인원 추이 | 1일 평균 승차 인원 추이 | 1일 평균 승차 인원 추이 |
| 연도                    | 재래선                  | 신칸센                  |
| ----------------------- | ----------------------- | ----------------------- |
| 2000                    | 3,170                   |                         |
| 2001                    | 3,068                   |                         |
| 2002                    | 3,032                   |                         |
| 2003                    | 3,042                   |                         |
| 2004                    | 2,818                   |                         |
| 2005                    | 2,760                   |                         |
| 2006                    | 2,660                   |                         |
| 2007                    | 2,861                   |                         |
| 2008                    | 2,811                   |                         |
| 2009                    | 2,936                   |                         |
| 2010                    | 2,745                   |                         |
| 2011                    | 2,729                   |                         |
| 2012                    | 2,689                   | 6,872                   |
| 2013                    | 3,050                   | 7,107                   |
| 2014                    | 3,086                   | 6,899                   |
| 2015                    | 2,905                   | 3,133                   |
| 2016                    | 2,996                   | 3,209                   |

## 역 주변
역 인근에는 에치고유자와 온천을 안고 있는 온천 마을을 중심으로 료칸, 호텔, 아파트들이 위치해 있다. 동쪽 출구 일대에는 버블 경제 시기에 건설된 리조트에 특화된 고층 아파트들이 위치해 있다. 역 인근에 온천 마을이 있고 그것이 계속 확산되어 가는 것은 신칸센 정차역 중에서는 이 역과 아타미역 정도인, 매우 드문 경우이다.
역 근처에는 유자와 코겐(고원) 스키장, 갈라유자와 스키장, 간다쓰 코겐(고원) 스키장 등 스키장이 여러 개 위치해 있다. 또한 이 역에서 조에쓰선에 승차하면 이왓파라 스키장, 유자와나카자토 스노우 리조트, 이시우치마루야마 스키장, 조에쓰 고쿠사이(국제) 스키장, 루덴스 유자와 스키장 등도 이용할 수 있다.
또한 이 역이 위치한 지역에서 가장 설질, 시설 등이 좋고 유명한 리조트 형식의 나에바 스키장은 국도 제17호선을 경유하여 이 역까지 이어지는 무료 셔틀버스가 운행되고 있으며, 갈라유자와 역과 연결되는 노선, 이시우치마루야마 스키장 주오구치(중앙 출입구)와 연결되는 노선, 이시우치마루야마 스키장 하쓰카이시구치(하쓰키이시 출입구)와 연결되는 노선도 있다.
도쿄도 유자와 정(東京都湯沢町)
수도권(슈토켄)에서 접근하기 편리하고, 리조트 맨션(아파트 형태로 된 별장)의 객실을 보유하고 있는 도쿄도 거주자들이 주말 등에 많이 머물다 가서 붙여진 별명이다. 겨울 이외에는 온천, 낚시, 골프를 하러 찾는 사람들이 많으며, 최근에는 겨울에 스노우보드 애호가들도 많이 찾아온다.

### 동쪽 출구
- 국도 제17호선
- 닛폰 렌터카
- 유자와 정약장
- 유자와 우체국
- 니가타현 신용금고 유자와 지점
- 다이시 은행 유자와 지점
- 유자와 정 공민관
- 유자와 정 보건 의료센터
- 유자와 정 종합 복지센터
- 국토교통성 호쿠리쿠 지방 정비국 유자와 사방 사무소
- 국토교통성 호쿠리쿠 지방 정비국 나가오카 국도 사무소 유자와 유지 출장소
- 시라다키슈조 주식회사
- 모리시타조 • 모리시타 기업
- 닛폰 케이블

### 서쪽 출구
- 에치고유자와 HATAGO 이센
- 유자와 그랜드 호텔
- 에치고노오야도(에치고의 숙소) 이나모토
- 호텔 후타바
- 유자와 뉴오타니 호텔
- 유자와 정 역사민속자료관 "유키구니칸(설국관)"
- 유자와 코겐(고원) 로프웨이
- 유자와토에이 호텔
- 세븐일레븐
- 도요타 렌터리스
- NASPA 뉴 오타니
- NASPA 스키 가든
- NASPA 코스모스 가든
- 간다쓰노유
- 미치노에키(일본의 도로 휴게소) 미쓰마타

## 노선 버스
유자와 정의 노선 버스(시내버스)는 에치고교통그룹의 지역회사 중, 미나미우오누마시를 중심으로 노선망을 가진 미나미에치고 간코(관광)버스가 노선 버스를 운행하고 있다.
에치고유자와 역 버스 터미널은 동쪽 출구 측에 있으며, 터미널 이름은 "유자와에키마에"(→유자와 역 앞, 일본어: 湯沢駅前:ゆざわえきまえ)이다.
유자와에키마에
- 이시우치, 신국도 경유 무이카마치 차고지 행
- 이시우치, 마이코 경유 무이카마치 차고지 행
- [직행] 조에쓰 국제 스키장 행
- [급행] 주니토게, 기요쓰쿄, 쓰난 경유 모리미야노하라역 행
- 나카자토, 쓰치다루 경유 요모기바시 행
- 풀 오로라 경유 아사히바루, 다이겐타 캐니언 행
- 미쓰마타, 가이카케 온천 경유 나에바 스키장, 나에바 프린스 호텔 행

## 인접역
| 동일본여객철도 조에쓰 신칸센                                       | 동일본여객철도 조에쓰 신칸센 | 동일본여객철도 조에쓰 신칸센                                                    |
| ------------------------------------------------------------------ | ---------------------------- | ------------------------------------------------------------------------------- |
| 조모코겐 도쿄 방면                                                 | 조에쓰 신칸센                | 우라사 니가타 방면                                                              |
| (조모코겐) (도쿄 방면)                                             | 조에쓰 신칸센 지선           | 갈라 유자와 갈라 유자와 방면                                                    |
| 동일본여객철도 ■조에쓰선                                           |                              |                                                                                 |
| 이왓파라스키조마에 다카사키 방면                                   | 조에쓰선                     | 이시우치 나가오카 방면                                                          |
| 호쿠에쓰 급행 ■호쿠호쿠 선 (당역 ~ 무이카마치 역 간은 JR 조에쓰선) |                              |                                                                                 |
| 시·종착역                                                          | ■초쾌속 '스노우 래빗'        | 도카마치 (아라이 행은 무이카마치) 나오에쓰 방면                                 |
| 시·종착역                                                          | ■쾌속 • ■보통                | (*조에쓰코쿠사이스키조마에) - (일부는 시오자와 정차) - 무이카마치 나오에쓰 방면 |
| * 표시된 역들은 일부 기간에만 정차함.                              |                              |                                                                                 |